# Philippe Lazzarini
Philippe Lazzarini, född 1964, är en schweizisk FN-tjänsteman. Sedan 2020 är han chef för FN:s flyktingorgan UNRWA.
Lazzarini har tidigare arbetat för Röda Korset och kom till FN 2003 där han haft flera olika positioner. Bland annat har han arbetat med insatser gällande Libanon och Somalia samt arbetat för United Nations Office for the Coordination of Humanitarian Affairs (OCHA).
Lazzarini har en kandidatexamen i ekonomi från Université de Neuchâtel och har avlagt en masterexamen i business administration vid Lausannes universitet. Han är gift och har fyra barn.